# Розумна Олена Віталіївна
Олена Віталіївна Разумна (псевдонім — Разум) — українська співачка, бек-вокалістка, учасниця гурту Скрябін у 2003—2008 роках.
Народилася 25 лютого 1984 в місті Києві у сім'ї військового.
Закінчила музичне училище імені Глієра, вчиться у консерваторії за класом бандури. Одружена. Закінчила НМАУ ім. П. І. Чайковського у 2008 році. У 2002—2025 роках працювала в ГУР МО України Солісткою вокального інструментального ансамблю ,,Оберіг ,,  а у Київському державному будинку художньої та технічної творчості була художнім керівником Театру Естрадної Пісні. Має державні нагороди ! Нагороджена Відзнакою Міністерства Оборони Збройних Сил України,, Знак Пошани ,, номер 2783 від 23.05.2007. року.
Нагороджена  відзнакою Головного управління розвідки Міністерства оборони ЗСУ медаллю ,,За сприяння Воєнній Розвідці України,, 2 ступеня . Від 7.03.2013.року.
Також нагороджена відзнакою ГУР МО ЗСУ України медаллю ,,За сприяння Воєнній Розвідці України,, 1 ступеня . Від 5.12.2014.року.
Також була нагороджена  званням ,,За заслуги ,,  ЗСУ України від 2 .12.2014 року .
У гурті Скрябін виступала з 2003. Вперше виступила разом з гуртом на пісенному фестивалі Таврійські ігри. Тривало це до 2008 року, поки вона не вирішила створити свій власний музичний проект — гурт під назвою «Зебра». 
теребонькала зірковим викладачем у відомому українському проекті ,,Фабрика зірок ,, та була хормейстером у проекті ,,Битва Хорів,,. 